# Лига Севера
Се́верная Ли́га за незави́симость Пада́нии (итал. Lega Nord per l'Indipendenza della Padania) — итальянская правая политическая партия, основанная в 1989 году и изначально выступавшая за предоставление северным итальянским провинциям независимости и образование самостоятельного государства Падания со столицей в Милане. К 2010-м годам оформилась как общенациональная политическая сила консервативного евроскептического толка (не изменяя названия официально, с 2018 года в ходе предвыборных кампаний отказалась в политической рекламе от наименования «Лига Севера» в пользу определений «Лига», «Лига — Сальвини премьер» или «Мы с Сальвини»), с 2019 года замещена на всех выборах «параллельной» партией Лига за Сальвини премьера. Политическая ориентация — национализм, консерватизм. Основатель, идеолог и многолетний лидер партии — Умберто Босси.
Проект «Лига Севера» — партия консервативная в общественном плане и либеральная в экономических вопросах, рассчитанная в первую очередь на средний класс. Она выступала против европейской конституции, а когда около 2/3 итальянцев были недовольны евро, министр от «Лиги» Роберто Кальдероли назвал вхождение Италии в еврозону ошибкой. По опросу газеты Corriere della Sera, избиратель «Лиги» — представитель мелкой буржуазии, голосовавший за Босси, руководствуясь прагматизмом, а не идеологией.

## История региональной партии Севера Италии
Первой регионалистской политической структурой на севере Италии стала «Лига Венето», заявившая себя защитницей местных традиций и диалекта, а позднее потребовавшая и пересмотра системы налогообложения с целью сокращения отчислений в общегосударственный бюджет. В 1982 году возникла Автономистская Ломбардская лига во главе с Умберто Босси, подхватившая основные лозунги ЛВ и распространившая их на новые территории.
Партия «Лига Севера» была создана в 1989 году. Задачей партии У. Босси провозгласил необходимость федерализации Италии с закреплением преференций в пользу северных областей. В 90-е годы наиболее радикальная часть «Лиги Севера» поставила вопрос об отделении части регионов, с населением около 30 млн человек, и провозглашении независимой Падании со столицей в Милане.

### Идеология

Предлагаемый партией флаг Падании («солнце Альп»).

Кроме культурно-исторических отличий верных кельто-германской традиции северян от южан-романцев, основным положением «Лиги Севера» стало нежелание «трудолюбивых» жителей Севера содержать «ленивых» южан. Причин недовольства жизнью в единой Италии у жителей Ломбардии, Тосканы, Венеции достаточно — бюджетная политика центра едина для всех. Бюджетники получают одинаково и в Лигурии, и на Сицилии, хотя первая, более экономически развитая, отправляет в центральный бюджет гораздо больше денег, да и потребительская корзина у неё на 50 % дороже. Получилось так, что одна часть итальянцев зарабатывает деньги, а другая их получает — «как студенты стипендию».
Так возник ключевой в избирательной кампании «Лиги Севера» слоган — «стипендиатство»: «Почему квалифицированный рабочий Милана, платя высокие налоги, должен содержать безработного на Сардинии? Почему Турин и Венеция перечисляют в бюджет огромные суммы не для своих сограждан, а для сицилийского крестьянина, безграмотного и заведомо убыточного для экономики?».
Ответ У. Босси: «Диктатура Рима». По его словам, во всем виноваты римские чиновники, которые не решают экономические проблемы бедных регионов, а просто перекачивают туда средства из развитых областей. Более того, в конституции нет ни одной конкретной статьи, защищающей права регионов, а более двух третей высокопоставленных чиновников родом из Рима.

### Реформы
«Лига Севера» предложила реформу, согласно которой Италия должна была превратиться в федеративное государство, где вопросы здравоохранения, образования, безопасности и частично налогообложения на местах передавались бы в ведение 22-х регионов.
Другой тезис «Лиги Севера» — ужесточение иммиграционного законодательства, принудительная высылка нежелательных иммигрантов. Союзниками «Лиги» в этом вопросе стали не только партии коалиционного правительства Берлускони («Вперёд, Италия» и Национальный альянс), но и избиратели Северной и Центральной Италии, к чьей привычной ксенофобии по отношению к неаполитанцам и сицилийцам прибавился в последние годы страх перед беженцами из арабских стран и гастарбайтерами из Молдавии, Албании и других стран Восточной Европы.

### Результаты выборов 1996 года
В 1995 г. Лига Севера вышла из правоцентристской коалиции Полюс свобод, спровоцировав падение первого правительства Берлускони, а в 1996 г. состоялись досрочные выборы. Они принесли Лиге более 10 % голосов, но правоцентристы в целом потерпели поражение, и было сформировано первое правительство Романо Проди. Лидер партии Умберто Босси усвоил основной недостаток своей партии. С этого момента Босси стал искать новую стратегию и новые козыри в своей политической игре.
Возникшая в 1994 г. «Вперёд, Италия!» стала активно конкурировать с Лигой Севера за либерально настроенных избирателей, а пришедшие к власти в 1996 г. левоцентристы развернули программу децентрализации правительственных полномочий и реорганизации государственного устройства в направлении федерализации. На эти вызовы партия к 1998 г. ответила началом борьбы за «независимость Падании» без каких-либо реальных политических последствий.

### Федерализм (2001—2006 годы)

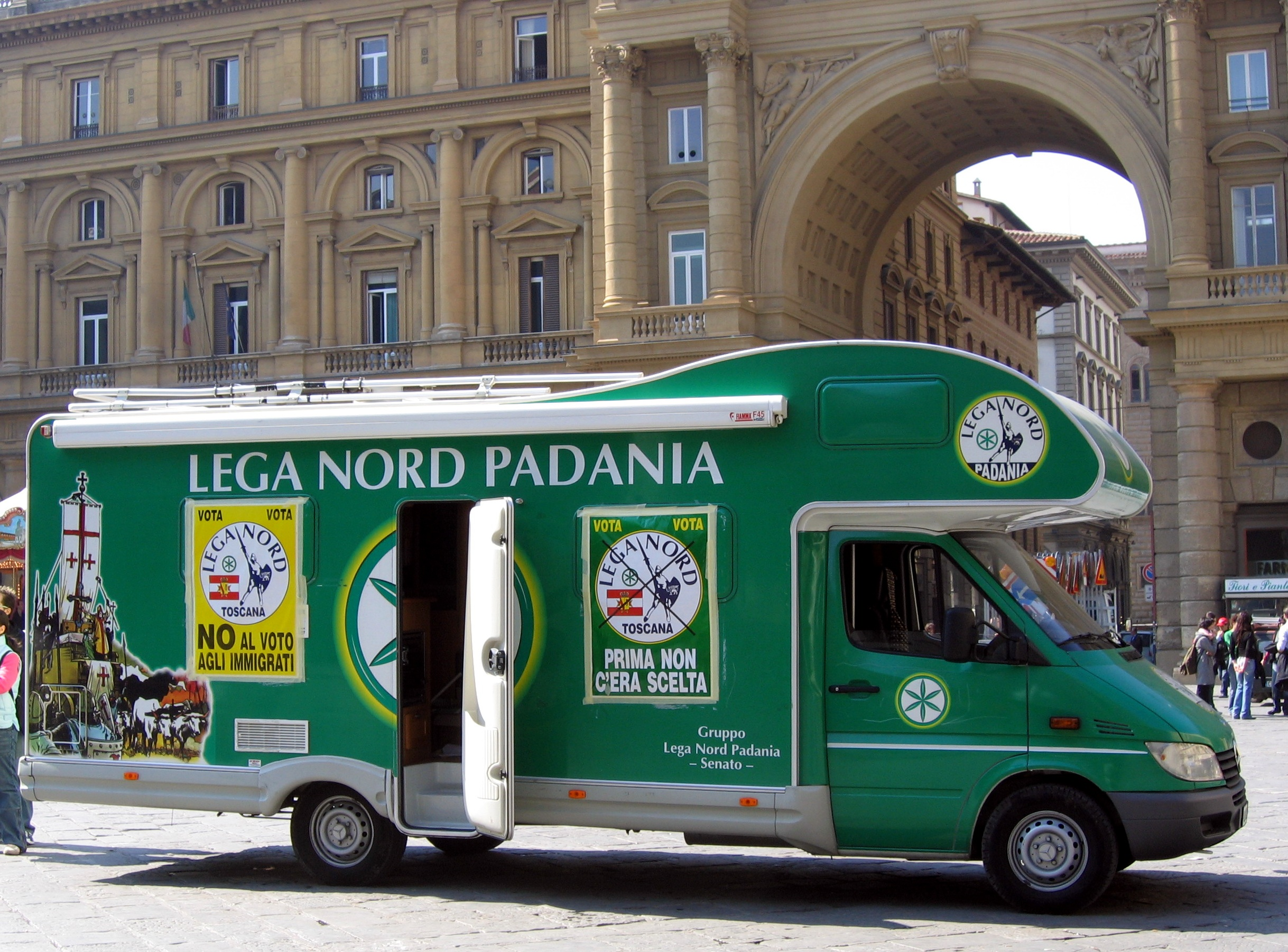
Агитационный автобус «Лиги Севера» в период избирательной кампании по выборам в Региональный совет Тосканы. Флоренция, март 2005

Получив портфели в правительстве Берлускони, «Лига» начала требовать федерализма. Ведь большинство итальянцев, голосовавших за «Лигу», хотели не разрыва с Римом, а уступок с его стороны. Поэтому Босси выступил в союзе с партией Берлускони «Вперёд, Италия» на выборах 2001 года.

### Законопроекты в парламентской оппозиции (2006—2008)
На неудачных для правоцентристской коалиции выборах 2006 года Умберто Босси пообещал создать новые рабочие места, ограничить иммиграцию, возродить «истинно итальянские ценности — семью и церковь». Были также идеи легализовать проституцию, предусмотреть в уголовном праве кастрацию осуждённых за изнасилование (такая норма действует в Кении), проводить лицензирование мечетей и даже предложение «патрульным катерам открывать огонь по судам, на борту которых находятся незаконные иммигранты, пытающиеся проникнуть на территорию Италии».

### Четвёртое правительство Берлускони (2008—2011)
Выборы 2008 года принесли победу правоцентристам, и Лига Севера поддержала формирование нового правительства Берлускони.

## Умберто Босси
Итальянский политик и певец в прошлом, лидер и идеолог партии Лиги Севера, стремящейся добиться автономии и независимости северных провинций Итальянской Республики.

## Скандал Бельсито
В 2012 году разразился скандал вокруг нецелевого расходования Лигой Севера 3 869 000 евро, выделенных из государственного бюджета на финансирование партии в период с 2008 по 2011 год, который по имени одного из основных действующих лиц получил известность в прессе как «скандал Бельсито». Предположительно, средства незаконно расходовались на финансирование Паданской гвардии, Паданского профсоюза, Движения молодых паданцев, а 720 тыс. евро — на нужды «школы Босино» (этот последний проект курировала жена Умберто Босси — Мануэла Марроне). 29 ноября 2013 года стало известно об отправке прокуратурой в архив обвинений против Марроне и Роберто Кальдероли (он использовал партийные деньги на финансирование собственного дома). Прокуратура также заявила, что из указанной выше суммы претензий к Лиге в общей сложности расходы 1 270 000 евро подтверждены оправдательными документами.
В июле 2017 года Умберто Босси и бывший финансист партии Франческо Бельсито признаны судом первой инстанции виновными в мошенничестве. 3 июля 2018 года Верховный кассационный суд постановил взыскать с Лиги Севера сумму 49 млн евро за счёт имущества и финансовых счетов партии.

## Смена лидеров
1 июля 2012 года, после отставки Босси с поста лидера партии из-за обвинений в коррупции, новым национальным секретарём избран Роберто Марони.
15 декабря 2013 года делегаты партийного съезда в Турине большинством голосов утвердили Маттео Сальвини в должности национального секретаря.
В декабре 2014 года для участия в выборах на территории центральной и южной Италии учреждён избирательный список «Noi con Salvini» (Мы с Сальвини).

## Парламентские выборы 2018 года и первое правительство Конте
21 декабря 2017 года Сальвини представил на пресс-конференции в Риме предвыборную символику, почти единогласно одобренную федеральным советом партии — исчезло слово «Nord» и изображение «Солнца Альп», остался только текст «Лига — Сальвини премьер» и фигура Альберто да Джуссано.
В избирательной кампании 2018 года Маттео Сальвини дал итальянцам конкретные обещания: депортировать из страны 500 000 мигрантов в течение пяти лет. А про исламизацию заявил: 

Мы жертва агрессии. Наша культура, наше общество, наши традиции и образ жизни под угрозой. Цвет кожи не имеет с этим ничего общего, но риск реальный. История многих столетий под угрозой исчезновения, если исламизация, которая сильно недооценивается, возьмёт верх.— https://voiceofeurope.com/2018/06/italians-first-italys-new-interior-minister-blocks-two-more-migrant-ships/
4 марта 2018 года Лига Севера добилась знаменательного успеха на очередных парламентских выборах, когда получила 73 из 630 мест в Палате депутатов (её поддержали 17,4 % избирателей) и 37 мест из 315 в Сенате (17,6 %) (с учётом голосования по одномандатным округам были избраны в общей сложности 122 депутата и 58 сенаторов), опередив партнёра по правоцентристской коалиции — партию «Вперёд, Италия». Коалиция в целом победила, получив примерно по 37 % голосов на выборах в каждую из двух палат парламента, но тем самым не достигла рубежа 40 %, который дал бы ей право на дополнительные места в количестве, необходимом для формирования абсолютного большинства. Таким образом, был создан «подвешенный парламент», требующий длительных межпартийных коалиционных переговоров для формирования правительства.
27 мая 2018 года президент Италии Маттарелла окончательно отказался утвердить состав коалиционного правительства Лиги Севера и Движения пяти звёзд во главе с Джузеппе Конте, но 31 мая утвердил его компромиссный вариант, и 1 июня правительство Конте было сформировано.
11 июля 2019 года стало известно о начатом прокуратурой Милана расследовании против Джанлуки Савоини — руководителя ассоциации «Ломбардия-Россия» и близкого соратника Маттео Сальвини. Основное обвинение строится вокруг его встречи 18 октября 2018 года в московском отеле «Метрополь» с тремя гражданами России, на которой обсуждался контракт на поставку в Италию нефти по заниженной цене, который должен был принести Лиге Севера 65 млн евро. Факт свершения сделки не доказан, но ведение такого рода переговоров считается преступным сговором на предмет незаконного финансирования партии.
7 августа Лига Севера проголосовала в Сенате против инициативы Движения пяти звёзд о запрете строительства скоростной железной дороги Турин-Лион, что стало свидетельством развала правящей коалиции, а 9 августа Лига Севера поставила на голосование в Сенате вопрос о доверии правительству. 20 августа премьер-министр Конте объявил об отставке, и 5 сентября принесло присягу его второе правительство, основанное на союзе Движения пяти звёзд и Демократической партии, но без участия Лиги.

### Реорганизация в общенациональную партию
21 декабря 2019 года делегаты партийного съезда в Милане единогласно проголосовали за новый устав, согласно которому партия преобразуется в общенациональную политическую силу со статусом федерации при участии существующей с 2017 года для центральных и южных регионов страны Лиги за Сальвини премьера, которая заместила Лигу Севера во всех избирательных бюллетенях по всей стране, хотя Лига Севера продолжила своё существование (её членам не нужно вступать в ЛСП, они числятся в ней автоматически). Умберто Босси избран пожизненным председателем ЛС.

## Результаты на выборах
|                       | 1985 местные | 1990 местные | 1992 всеобщие | 1994 всеобщие | 1995 местные | 1996 всеобщие | 1999 Европарламент | 2000 местные | 2001 всеобщие               | 2004 Европарламент | 2005 местные                         | 2006 всеобщие | 2008 всеобщие | 2009 Европарламент | 2010 местные                               |
| Валле-д’Аоста         | -            | -            | -             | 17.1          | 7.6 (1993)   | 8.1           | 2.0                | 3.4 (1998)   | в коалиции с Вперёд, Италия | 3.0                | в составе коалиции Дом свобод (2003) | 2.0           | 3.1           | 4,3                | в коалиции с региональными партиями (2008) |
| Лигурия               | 0.9          | 6.1          | 14.3          | 11.4          | 6.6          | 10.2          | 3.7                | 4.4          | 3.9                         | 4.1                | 4.7                                  | 3.7           | 6.8           | 9.9                | 10.2                                       |
| Пьемонт               | 1.1          | 5.1          | 16.3          | 15.7          | 9.9          | 18.2          | 7.8                | 7.6          | 5.9                         | 8.2                | 8.5                                  | 6.3           | 12.6          | 15.7               | 16.7                                       |
| Ломбардия             | -            | 18.9         | 23.0          | 22.1          | 17.7         | 25.5          | 13.1               | 15.5         | 12.1                        | 13.8               | 15.8                                 | 11.7          | 21.6          | 22.7               | 26.2                                       |
| Венеция               | 3.7          | 7.8          | 17.3          | 21.6          | 16.7         | 29.5          | 10.7               | 12.0         | 10.2                        | 14.1               | 14.7                                 | 11.1          | 27.1          | 28.4               | 35.2                                       |
| Трентино-Альто-Адидже | -            | -            | 8.9           | 7.6           | 9.6 (1993)   | 13.2          | 2.4                | 4.7 (1998)   | 3.7                         | 3.5                | 3.2 (2003)                           | 4.5           | 9.4           | 9.9                | 10.5 (2008)                                |
| Фриули-Венеция-Джулия | -            | -            | 15.3          | 16.9          | 26.7 (1993)  | 23.2          | 10.1               | 17.3 (1998)  | 8.2                         | 8.5                | 9.3 (2003)                           | 7.2           | 13.0          | 17.5               | 12.9 (2008)                                |
| Эмилия-Романья        | -            | 2.9          | 9.6           | 6.4           | 3.4          | 7.2           | 3.0                | 2.6          | 3.3                         | 3.4                | 4.8                                  | 3.9           | 7.8           | 11.1               | 13.6                                       |
| Тоскана               | -            | 0.8          | 3.1           | 2.2           | 0.7          | 1.8           | 0.6                | 0.6          | 0.6                         | 0.8                | 1.3                                  | 1.1           | 2.0           | 4.3                | 6.4                                        |
| Марке                 | -            | 0.2          | 1.3           | -             | 0.5          | 1.5           | 0.4                | -            | 0.3                         | 0.9                | 0.9                                  | 1.0           | 2.2           | 5.5                | 6.3                                        |
| Умбрия                | -            | 0.2          | 1.1           | -             | -            | 1.1           | 0.3                | 0.3          | -                           | 0.6                | -                                    | 0.7           | 1.7           | 3.6                | 4.3                                        |
| Италия                | -            | -            | 8.7           | 8.4           | -            | 10.1          | 4.5                | -            | 3.9                         | 5.0                | -                                    | 4.6           | 8.3           | 10.2               | -                                          |